# اسمي راشيل كوري (مسرحية)
اسمي راشيل كوري هي مسرحية تعتمد على مذكرات وكتابات راشيل كوري، تحرير الممثل والمخرج البريطانى آلان ريكمان والصحافية البريطانية كاثرين ڤاينر. راشيل آلين كوري فتاة أمريكية مسيحية من مواليد في 10 إبريل عام 1977 وتوفيت في 16 مارس عام 2003. كانت عضوة في حركة التضامن العالمية (ISM) وسافرت لقطاع غزة بفلسطين أثناء الانتفاضة الثانية حيث قتلها جيش الاحتلال الإسرائيلي عند محاولتها إيقاف جرافة عسكرية تابعة للقوات الإسرائيلية كانت تقوم بهدم مباني مدنية لفلسطينيين في مدينة رفح في قطاع غزة.

## دراسات حول المسرحية
- كتبت الناقدة والكاتبة كرمة سامي كتابًا بعنوان تقارير الآنسة راء - مسرحة الأنساق الثقافية في اسمي راشيل كوري، وهي دراسة نشرت بشكل مختصر في فصول: مجلة النقد الأدبى. العدد 73 ربيع - صيف 2000.[6]